# Mike Bruesewitz
Michael J. Bruesewitz, detto Mike (Litchfield, 9 agosto 1990), è un cestista statunitense.

## Palmarès
- Campionato lettone: 1

Ventspils: 2017-18